# Campionati europei juniores di atletica leggera 1983
Il VII Campionato europeo juniores di atletica leggera si è disputato a Schwechat, in Austria, dal 25 al 28 agosto 1983.

## Risultati
I risultati del campionato sono stati:

### Uomini
| Specialità             | Oro                                                                          | Prestazione | Argento                                                                               | Prestazione | Bronzo                                                                           | Prestazione |
| Corse piane            |                                                                              |             |                                                                                       |             |                                                                                  |             |
| 100 metri              | Lincoln Asquith Regno Unito                                                  | 10"34       | Sergey Poduzdov Unione Sovietica                                                      | 10"52       | Max Morinière Francia                                                            | 10"56       |
| 200 metri              | Jürgen Evers Germania Ovest                                                  | 20"37       | Ralf Lübke Germania Ovest                                                             | 20"50       | Lincoln Asquith Regno Unito                                                      | 20"86       |
| 400 metri              | Thomas Schönlebe Germania Est                                                | 45"64       | Jens Carlowitz Germania Est                                                           | 45"72       | Klaus Just Germania Ovest                                                        | 46"44       |
| 800 metri              | Ikem Billy Regno Unito                                                       | 1'47"15     | Piotr Piekarski Polonia                                                               | 1'47"70     | Alberto Barsotti Italia                                                          | 1'48"44     |
| 1.500 metri            | Maik Dreissigacker Germania Est                                              | 3'40"79     | Igor Lotorev Unione Sovietica                                                         | 3'41"41     | Raf Wijns Belgio                                                                 | 3'41"75     |
| 3.000 metri            | Maik Dreissigacker Germania Est                                              | 8'03"18     | Sergej Afanas'ev Unione Sovietica                                                     | 8'03"63     | Slawomir Majusiak Polonia                                                        | 8'03"69     |
| 5.000 metri            | Jonathan Richards Regno Unito                                                | 13'56"41    | Heiner Mebes Germania Est                                                             | 14'02"76    | Detlef Schwarz Germania Ovest                                                    | 14'04"83    |
| Corse a ostacoli       |                                                                              |             |                                                                                       |             |                                                                                  |             |
| 110 metri ostacoli     | Jiří Hudec Cecoslovacchia                                                    | 13"85       | Sergey Usov Unione Sovietica                                                          | 13"96       | Paul Brice Regno Unito                                                           | 14"08       |
| 400 metri ostacoli     | Ruslan Mishchenko Unione Sovietica                                           | 49"71       | Vladimir Budko Unione Sovietica                                                       | 50"05       | Martin Briggs Regno Unito                                                        | 50"22       |
| 2000 metri siepi       | Mykola Matyushenko Unione Sovietica                                          | 5'31"54     | Burkhard Dahm Germania Ovest                                                          | 5'33"88     | Lorenzo Hidalgo Spagna                                                           | 5'36"86     |
| Corse su strada        |                                                                              |             |                                                                                       |             |                                                                                  |             |
| 10 km marcia           | Walter Arena Italia                                                          | 42'16"44    | Jacek Herok Polonia                                                                   | 42'58"95    | Jos Martens Belgio                                                               | 43'01"97    |
| Staffette              |                                                                              |             |                                                                                       |             |                                                                                  |             |
| Staffetta 4x100 m      | Germania Ovest Norbert Dobeleit Markus Klameth Jürgen Evers Ralf Lübke       | 39"25       | Unione Sovietica Sergey Grishchenko Andrijus Kornikas Sergey Poduzdov Aleksandr Knysh | 39"73       | Regno Unito Stephen Graham Steve Eden Elliot Bunney Lincoln Asquith              | 39"83       |
| Staffetta 4x400 m      | Germania Est Mario Fischer Mathias Schersing Jens Carlowitz Thomas Schönlebe | 3'04"95     | Germania Ovest Jürgen Gruber Frank Seybold Sven Mikisch Klaus Just                    | 3'05"77     | Unione Sovietica Sergey Filipyev Ruslan Mishchenko Feliks Tatoyev Vladimir Budko | 3'06"45     |
| Salti                  |                                                                              |             |                                                                                       |             |                                                                                  |             |
| Salto in alto          | Jurij Serg'enko Unione Sovietica                                             | 2,28 m      | Evgenij Pejev Bulgaria                                                                | 2,21 m      | Patrik Sjöberg Svezia                                                            | 2,21 m      |
| Salto con l'asta       | Radion Gataullin Unione Sovietica                                            | 5,55 m      | Aleksandr Grigorijev Unione Sovietica                                                 | 5,45 m      | Ryszard Kolasa Polonia                                                           | 5,40 m      |
| Salto in lungo         | Ron Beer Germania Est                                                        | 7,93 m      | Andreja Marinkovic Jugoslavia                                                         | 7,86 m      | Robert Ėmmijan Unione Sovietica                                                  | 7,83 m      |
| Salto triplo           | Hristo Markov Bulgaria                                                       | 16,72 m     | Artëm Cygankov Unione Sovietica                                                       | 16,30 m     | Claes Rahm Svezia                                                                | 16,27 m     |
| Lanci                  |                                                                              |             |                                                                                       |             |                                                                                  |             |
| Getto del peso         | Oleg Zolotuchin Unione Sovietica                                             | 19,20 m     | Michajl Kuliš Unione Sovietica                                                        | 18,29 m     | Richard Navara Cecoslovacchia                                                    | 17,85 m     |
| Lancio del disco       | Evgenij Burin Unione Sovietica                                               | 55,94 m     | Valerij Murašov Unione Sovietica                                                      | 55,22 m     | Patrick Journoud Francia                                                         | 53,64 m     |
| Lancio del martello    | Sergej Dorožon Unione Sovietica                                              | 74,28 m     | Aleksandr Zeleznev Unione Sovietica                                                   | 71,90 m     | Marco Gerloff Germania Est                                                       | 70,94 m     |
| Lancio del giavellotto | Oleg Pakhol Unione Sovietica                                                 | 80,88 m     | Sergej Glebov Unione Sovietica                                                        | 77,86 m     | Klaus-Jorg Murawa Germania Est                                                   | 74,84 m     |
| Prove multiple         |                                                                              |             |                                                                                       |             |                                                                                  |             |
| Decathlon              | Valter Külvet Unione Sovietica                                               | 7915 p.     | Christian Schenk Germania Est                                                         | 7607 p.     | Vasilij Potapenko Unione Sovietica                                               | 7465 p.     |

### Donne
| Specialità             | Oro                                                                       | Prestazione | Argento                                                                                     | Prestazione | Bronzo                                                                       | Prestazione |
| Corse piane            |                                                                           |             |                                                                                             |             |                                                                              |             |
| 100 metri              | Natalya Pomoshchnikova Unione Sovietica                                   | 11"57       | Simmone Jacobs Regno Unito                                                                  | 11"59       | Henrietta Kessebeh Regno Unito                                               | 11"72       |
| 200 metri              | Simone Schumann Germania Est                                              | 23"04       | Valentina Bozhina Unione Sovietica                                                          | 23"14       | Simmone Jacobs Regno Unito                                                   | 23"28       |
| 400 metri              | Petra Müller Germania Est                                                 | 51"79       | Gerda Haas Austria                                                                          | 52"59       | Malinka Girova Bulgaria                                                      | 52"61       |
| 800 metri              | Katrin Wühn Germania Est                                                  | 2'00"25     | Christine Wachtel Germania Est                                                              | 2'00"42     | Monika Bens Germania Ovest                                                   | 2'01"29     |
| 1.500 metri            | Margareta Keszeg Romania                                                  | 4'13"17     | Pavlina Evro Albania                                                                        | 4'13"77     | Yvonne Grabner Germania Est                                                  | 4'14"00     |
| 3.000 metri            | Věra Nožičková Cecoslovacchia                                             | 9'19"56     | Zita Agoston Ungheria                                                                       | 9'19"92     | Marion Josefsen Norvegia                                                     | 9'20"93     |
| Corse a ostacoli       |                                                                           |             |                                                                                             |             |                                                                              |             |
| 100 metri ostacoli     | Susanne Losch Germania Est                                                | 13"22       | Jeanette Kreisch Germania Est                                                               | 13"26       | Nathalie Byer Regno Unito                                                    | 13"46       |
| 400 metri ostacoli     | Radostina Shtereva Bulgaria                                               | 56"01       | Kristina Jauch Germania Est                                                                 | 57"56       | Marina Mironova Unione Sovietica                                             | 58"13       |
| Staffette              |                                                                           |             |                                                                                             |             |                                                                              |             |
| Staffetta 4x100 m      | Germania Est Sabine Klaus Simone Schumann Ute Beck Stefanie Jacob         | 44"12       | Unione Sovietica Yelena Fyodorova Natalya Pomoshchnikova Yelena Fedosenko Valentina Bozhina | 44"44       | Regno Unito Etta Kessebeh Georgina Oladapo Simmone Jacobs Lisa Goreeph       | 44"86       |
| Staffetta 4x400 m      | Germania Est Frauke Jürgens Sigrun Ludwigs Petra Müller Christine Wachtel | 3'30"44     | Bulgaria Petya Strashilova Yuliana Rasheva Malina Girova Radostina Shtereva                 | 3'31"78     | Germania Ovest Christine Wahl Karin Lix Annegret Ley Nicole Leistenschneider | 3'31"94     |
| Salti                  |                                                                           |             |                                                                                             |             |                                                                              |             |
| Salto in alto          | Yelena Topchina Unione Sovietica                                          | 1,94 m      | Tamara Malesev Jugoslavia                                                                   | 1,88 m      | Debbie Marti Regno Unito                                                     | 1,88 m      |
| Salto in lungo         | Larissa Baluta Unione Sovietica                                           | 6,67 m      | Monika Beyer Germania Est                                                                   | 6,53 m      | Jana Sobotka Germania Est                                                    | 6,48 m      |
| Lanci                  |                                                                           |             |                                                                                             |             |                                                                              |             |
| Getto del peso         | Heidi Krieger Germania Est                                                | 18,06 m     | Valentyna Fedjušyna Unione Sovietica                                                        | 17,01 m     | Astrid Wagner Germania Est                                                   | 16,89 m     |
| Lancio del disco       | Heidi Krieger Germania Est                                                | 60,14 m     | Larissa Platonova Unione Sovietica                                                          | 59,04 m     | Irina Yefrosimina Unione Sovietica                                           | 57,40 m     |
| Lancio del giavellotto | Natalya Chernyenko Unione Sovietica                                       | 62,04 m     | Trine Solberg Norvegia                                                                      | 61,40 m     | Jana Kopping Germania Est                                                    | 59,08 m     |
| Prove multiple         |                                                                           |             |                                                                                             |             |                                                                              |             |
| Eptathlon              | Sybille Thiele Germania Est                                               | 6421 p.     | Sabine Braun Germania Ovest                                                                 | 6273 p.     | Jana Sobotka Germania Est                                                    | 6222 p.     |

## Medagliere
Legenda
     Paese ospitante
| Posizione | Paese            | Oro | Argento | Bronzo | Totale |
| --------- | ---------------- | --- | ------- | ------ | ------ |
| 1         | Germania Est     | 14  | 7       | 7      | 28     |
| 2         | Unione Sovietica | 13  | 16      | 5      | 34     |
| 3         | Regno Unito      | 3   | 1       | 9      | 13     |
| 4         | Germania Ovest   | 2   | 4       | 4      | 10     |
| 5         | Bulgaria         | 2   | 2       | 1      | 5      |
| 6         | Cecoslovacchia   | 2   | 0       | 1      | 3      |
| 7         | Italia           | 1   | 0       | 1      | 2      |
| 8         | Romania          | 1   | 0       | 0      | 1      |
| 9         | Polonia          | 0   | 2       | 2      | 4      |
| 10        | Jugoslavia       | 0   | 2       | 0      | 2      |
| 11        | Norvegia         | 0   | 1       | 1      | 2      |
| 12        | Albania          | 0   | 1       | 0      | 1      |
| 12        | Ungheria         | 0   | 1       | 0      | 1      |
| 14        | Belgio           | 0   | 0       | 2      | 2      |
| 14        | Francia          | 0   | 0       | 2      | 2      |
| 14        | Svezia           | 0   | 0       | 2      | 2      |
| 17        | Spagna           | 0   | 0       | 1      | 1      |
| Totale    | Totale           | 38  | 38      | 38     | 114    |